# Cratocnema postfurcale
Cratocnema postfurcale är en stekelart som först beskrevs av Charles Thomas Brues 1924.  Cratocnema postfurcale ingår i släktet Cratocnema och familjen bracksteklar. Inga underarter finns listade i Catalogue of Life.